# Indian River (Michigan)
Indian River est une census-designated place située dans le comté de Cheboygan, dans l’État du Michigan aux États-Unis. En 2010, sa population est de 1 959 habitants.
Le plus grand crucifix du monde (en) est situé dans le village. Haut de 9 mètres, pesant 7 tonnes, il a été sculpté en bronze entre 1953 et 1957 par le sculpteur Marshall M. Fredericks, à l'initiative du pasteur Fr. Brophy.